# Тлярош
Тлярош (авар. Кьорош) — село в Чародинском районе Дагестана. Входит в состав Гочадинского сельсовета.

## География
Расположено на реке Каралазургер.
Находится в 12 км к северо-западу от села Цуриб.

## Население
| 1869 | 1888 | 1895 | 1926 | 1939 | 1970 | 1989 |
| ---- | ---- | ---- | ---- | ---- | ---- | ---- |
| 434  | ↗486 | ↗713 | ↘556 | ↗667 | ↘592 | ↘437 |
| 2002 | 2010 | 2021 |      |      |      |      |
| ↘393 | ↗410 | ↗412 |      |      |      |      |